# Complemento (ropa)
Un complemento, llamado también complemento de moda o accesorio, es un objeto que conforma, de manera secundaria, a la indumentaria de una persona. El término tiene su origen en el siglo XIX.

## Tipología

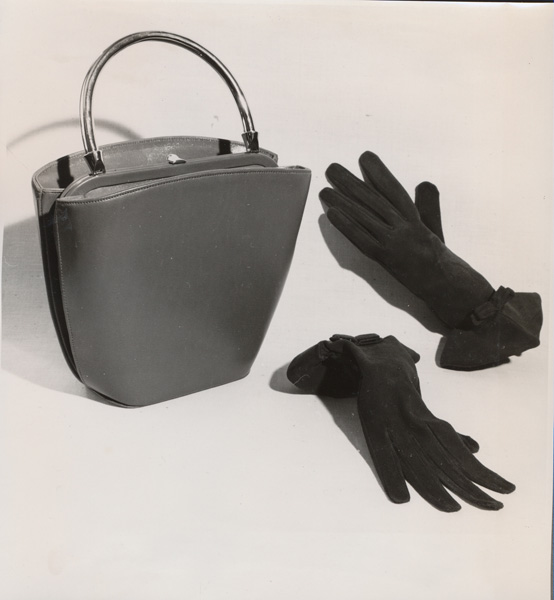
Bolso y guantes de la colección primavera-verano de 1954 de Pedro Rodríguez.

Los complementos se dividen en dos grandes grupos: los que «acompañan» y los que se visten. En el primer tipo se incluyen bastones, abanicos, armas, bolsos, paraguas y sombrillas, etc. El segundo tipo incluye calzado, corbatas, sombreros, gafas, guantes, joyería, relojes de pulsera, pajaritas, etc.

## Fabricantes y diseñadores
La mayor parte de las empresas dedicadas a la moda diseñan, fabrican, promocionan y venden accesorios de moda. También existen diseñadores o empresas fabricantes especializadas y dedicadas exclusivamente a los accesorios.